# Park Lodge (Putney)

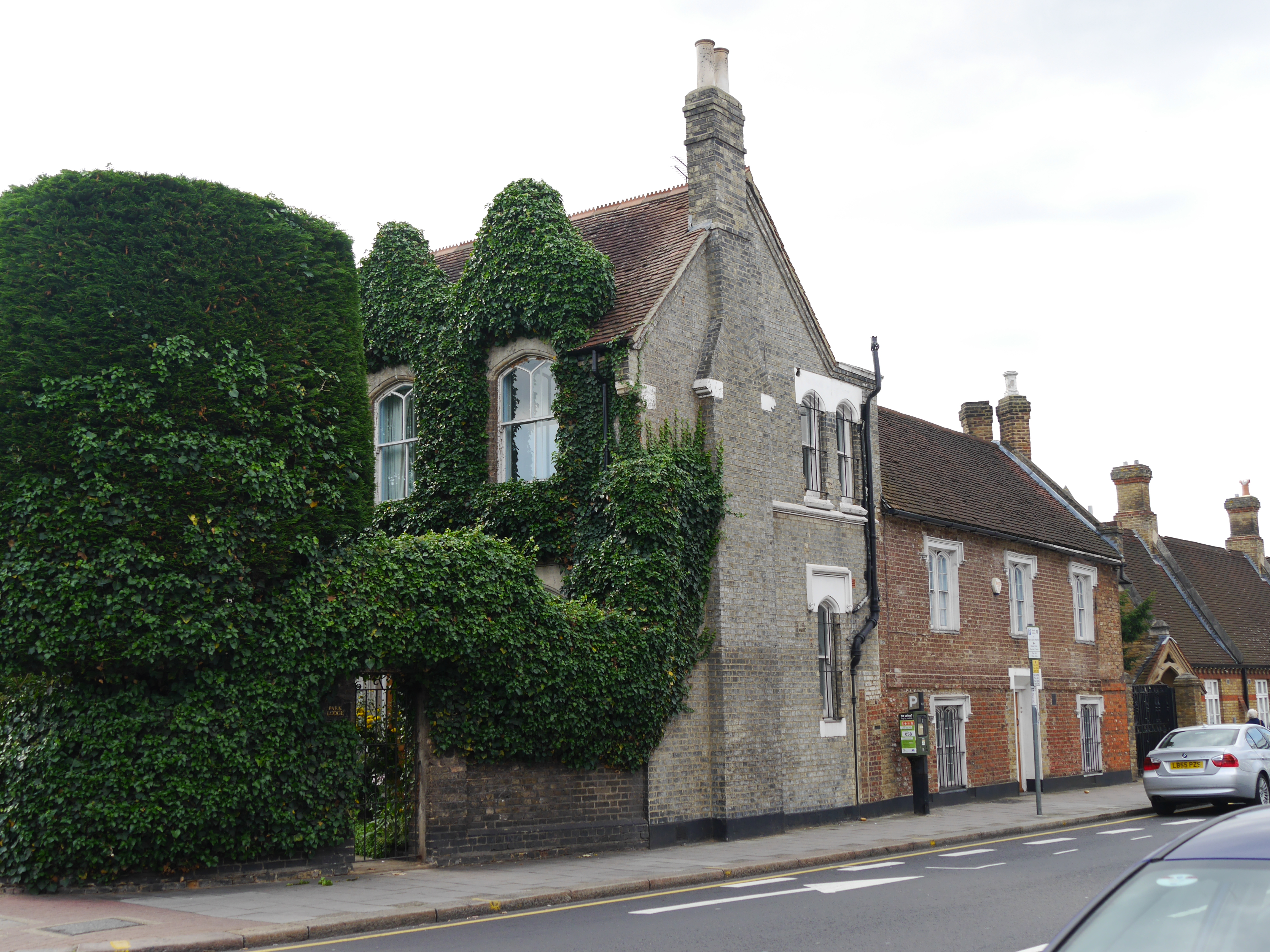
Park Lodge, Putney

O Park Lodge é um edifício listado de Grau II na 289 Putney Bridge Road, Putney, em Londres.
Remonta ao final do século XVII.